# Concinnitas
Concinnitas es un término usado para indicar una particular atención a la forma y al orden para armonizar elementos humanos con reglas naturales matemáticas, armónicas o rítmicas. Puede ser utilizado en arquitectura (Leon Battista Alberti) o literatura (Cicerón). Indica también una figura retórica. En el pasado, en el mundo latino tenía un significado diferente: de elegancia pasó a refinamiento, y luego se desarrolló de nuevo en el Renacimiento y en el Humanismo para indicar armonía.
- Datos: Q3686261